# Muzej Casa de la Independencia
Muzej Casa de la Independencia, ki se nahaja v mestu Asunción v Paragvaju, je bil odprt 14. maja 1965 in prikazuje zgodovino, ki sega v čas neodvisnosti države. Zvečer 14. maja 1811 je skupina pogumnih Paragvajcev prišla iz te hiše, da bi razglasila neodvisnost Paragvaja. Je državni spomenik, ki ima velik zgodovinski pomen. Za zidovi hiše je bila načrtovana na tih in pogumen način osvoboditev od španske kolonialne vladavine. Stoji na vogalu ulic Presidente Franco in 14 de Mayo, opazna pa je po izrazitem kolonialnem slogu.

## Zgodovina
Hišo je leta 1772 zgradil španski naseljenec Antonio Martínez Sáenz, ki je bil poročen s Paragvajko Petrono Caballero de Bazán. Stene so bile zgrajene iz nežgane opeke; s slamnato streho in ogrodjem iz lesa bambusa in palme. Zakonca Martínez Sáenz-Caballero de Bazán sta imela dva otroka - Pedra Pabla in Sebastiana Antonia. Oba brata sta hišo podedovala in jo uporabljala skupaj z ženama Carmen Speratti oziroma Nicolaso Marín. Poleg zakonskih parov sta v hiši živeli še dve deklici Facunda Speratti in Virginia Marín, sestri Carmen in Nicolasa. Niti zgodovine države so se začele prepletati okoli te družine.
Hiša je bil uporabljena tudi za nastanitev kapitana Pedra Juana Caballera, ko je iz svojega provincialnega kraja obiskal Asuncion. Čez cesto je bila rezidenca Juane Martínez de Lara, tete domoljuba Vicenteja Ignacia Iturbeja, ki je nekoč živel v tetini hiši. Kapetan Juan Bautista Rivarola Matto, ki je običajno prebival v Barrero Grande, se je nastanil v hiši svoje tašče, ki je bila ob stari ulici. Domoljub Fulgencio Yegros in poročnik Mariano Recalde sta pogosto hodila tudi do Martinezove hiše. Dvorili so Facundi Speratti in Virginiji Marín.
Zaradi teh okoliščin in njene lokacije je rezidenca bratov Martínez postala idealen kraj za skrivanje tajnih sestankov, ki so bili organizirani za organizacijo zarote proti španski vladavini.
Ponoči 14. maja je skupina moških pod vodstvom Pedra Juana Caballera zavila po ulici ob hiši in odšla do guvernerjeve hiše, oddaljene nekaj ulic, da bi ga prisilila v dogovor o delitvi moči.

## Sobe
Pisarna
V tej sobi so pomembni dokumenti iz tega obdobja, ki so jih podpisali različni domoljubi paragvajske neodvisnosti. Tu je razstavljen tudi biro, ki je pripadal Fernandu de la Mora, in pet slik, med katerimi izstopa ena, ki predstavlja ključni trenutek neodvisnosti - ustrahovanje guvernerja Velazca, ki ga je naslikal Jaime Bestard.
Jedilnica: Tu je razstavljeno pohištvo in predmeti, ki so bili v uporabi v kolonialnem obdobju. V enem od oken je razstavljen meč, ki je pripadal Fulgenciu Yegrosu, in osvetljen portret zdravnika Joséja Gasparja Rodrígueza de Francije.
Dnevna soba: Suita francoskega pohištva iz leta 1830 je razstavljena pod kristalnim lestencem in žar iz lesa in brona. Ogleda si lahko tudi dva celopostavna portreta Pedra Juana Caballera in Fulgencia Yegrosa. Verske rezbarije jezuitov in frančiškanskih delavnic dopolnjujejo sobo.
Spalnica
Tu je postavljena postelja Fernanda de la Mora, njegov portret pa je viden na steni. Pod sliko je vezena srajca, ki jo je nosil on. Velika skrinja, ki jo je uporabljal Juan Bautista Rivarola, nenavadno stranišče, čudovit prie-dieu in barvna niša dopolnjujejo vzdušje sobe.
Oratorij: v tej sobi so razstavljeni oratorijski jezuitski in frančiškanski rezbarski izdelki ter različni verski predmeti različnega izvora. Tu je mogoče videti tudi portret duhovnika Francisca Xavierja Bogarína.
Hodnik: v sosednjem hodniku sta postavljeni dve veliki deski, izklesani iz lesa cerkvenih vrat v misijonih. Pod njimi so ostanki izginulih napuščev hiše, ki nam dajejo predstavo o meritvah in značilnostih materialov, uporabljenih v gradnjah v kolonialnem obdobju.
Dvorišče: na tem mestu je poudarjena freska, ki jo je naslikal José Laterza Parodi. Tu lahko preberete besedilo zapiska z dne 20. julija 1811, naslovljenega na Primera Junta v Buenos Airesu, v katerem je bila uveljavljena neodvisnost Paragvaja. Pod noto je prikazan prvi grb države, sprejet v času vlade doktorja Gasparja Rodrígueza de Francia. Ob vznožju je sončna ura iz jezuitskega misijona Santa Rosa. Tumulus, ki pokriva posmrtne ostanke slavnega domoljuba Juana Bautiste Rivarole Matta in ga je prinesel s pokopališča Barrero Grande, danes je v enem od dvoriščnih kotov mogoče videti Eusebio Ayala.
Kapitularni salon: preko dvorišča je replika kapitularnega salona starega Cabildo de Asunción, prvega v Río de la Plata, ustanovljenega 16. septembra 1541. V središču sobe je grb Španije iz leta 1800. Na stenah visi čudovit portret cesarja Karla V. poleg tega druge slike prikazujejo nekaj revolucionarnih namenov, še pred osamosvojitvijo.

## Zgodovinska aleja
Očarljivo mesto iz starodavnega Asuncióna: v zgodovinsko alejo se vstopi skozi vrata kapitularnega salona. Ta kraj predstavlja eno najpomembnejših krajev hiše, saj so se pogumni paragvajski domoljubi sprehajali, da bi začeli neodvisnost države. Prav po tej ulici je Juana Maria de Lara odšla v stolnico v Asuncionu, da bi Padra Molasa zaprosila za pričakovani signal: zvonjenje bronastih zvonov, na katerih glas so Paragvajci 15. maja zjutraj prišli proslaviti zgodovinski trenutek v katerem se je rodila nova republika Paragvaj.

## Drugi podatki
Kot pričevanje, da je bila v tej hiši načrtovana osamosvojitev države, v času vlade Carlosa Antonia Lópeza in z odlokom, izdanim aprila 1849, v katerem so bile ulice v Asunciónu prvič imenovane, je bila ustanovljena ulica 14 de Mayo (14. maja) pred Zgodovinsko alejo. Na vhodu je mogoče videti mural slikarja Joséja Afterze Parodija. Leta 2003, 38 let po odprtju Zgodovinskega muzeja, je hišo obiskal Nicolás Darío Latourrete Bo, ki je po ogledu slabih razmer kraja pomagal pri povrnitvi dostojanstva muzeja. Februarja 2003 so se začela obnovitvena dela in konzerviranje dragocenih relikvij. Istega leta je Ministrstvo za kulturo in šolstvo g. Latourreteja Boja imenovalo za zaščitnika Hiše neodvisnosti. Leta 2005 je bil razglašen za življenjskega zaščitnika muzeja, dejstvo brez primere v paragvajski zgodovini.